# 고르드

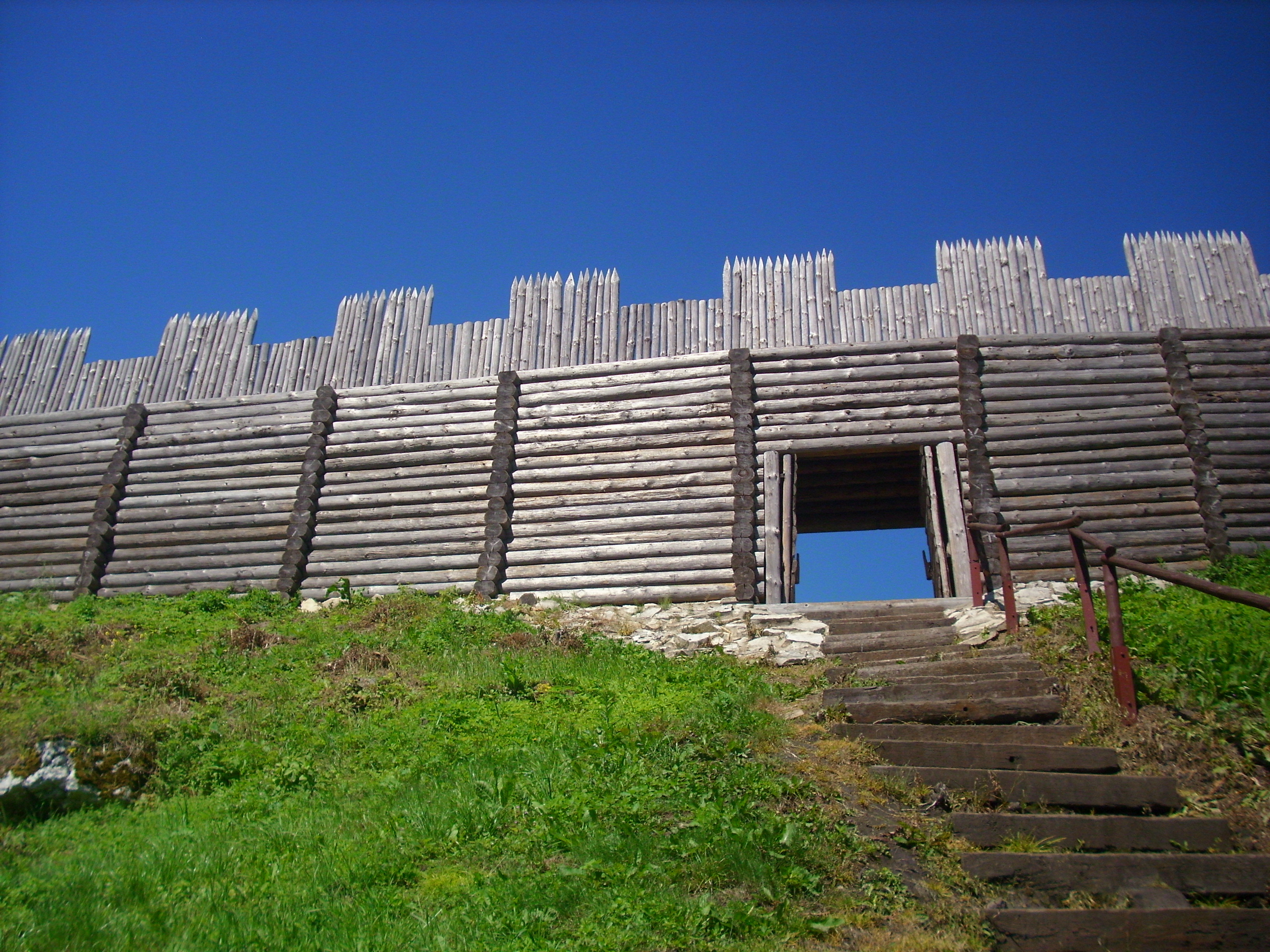

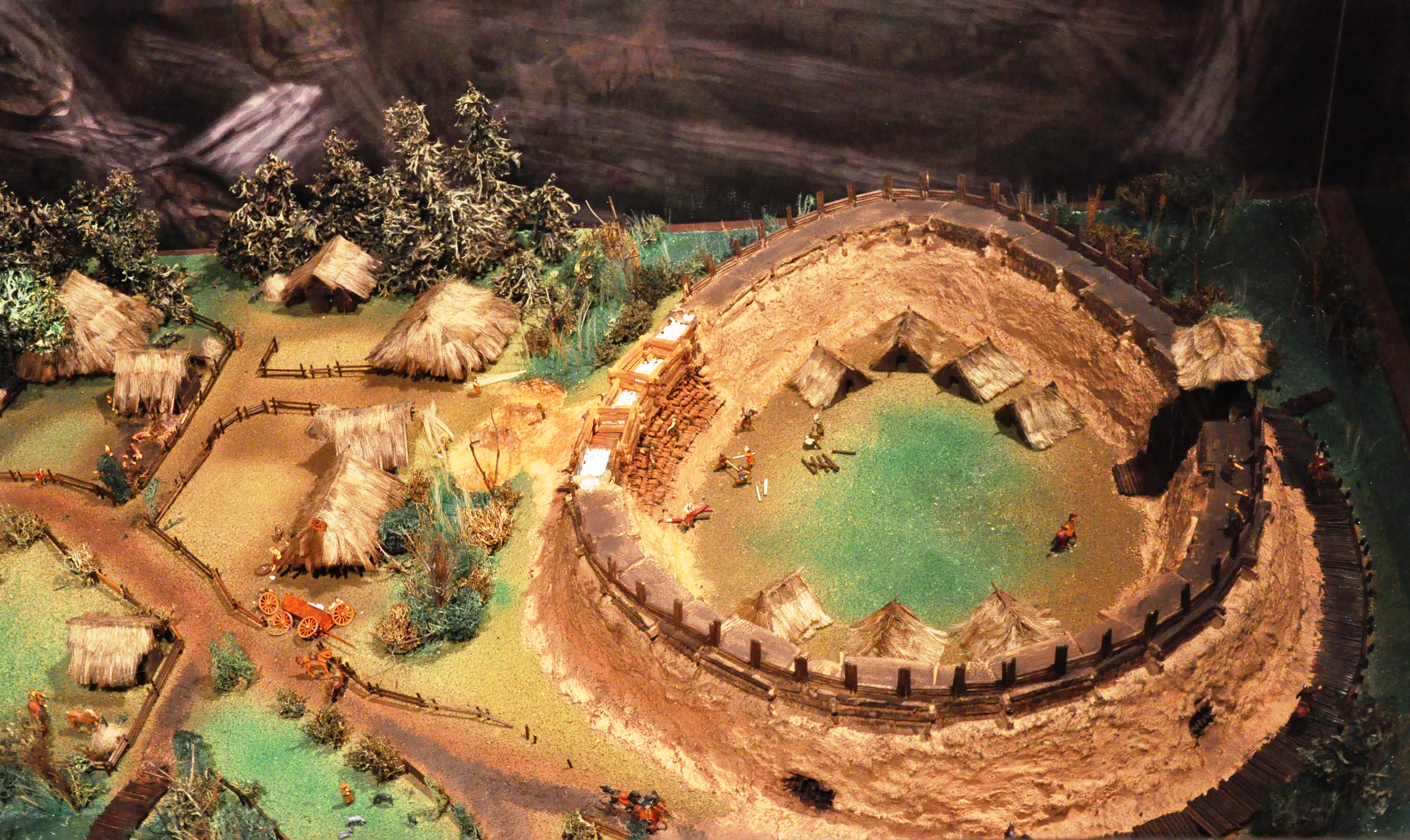
바르샤바 고고학박물관의 고르드 모형.

고르드라는 단어는 고대에 슬라브족들이 나무로 세운 정착지를 말한다. 고대 슬라브어 단어로 정착지는 gord였으며 이는 독일어의 gard에서 온다고 본다.
고르드는 청동기 시대말과 철기 시대 초기에 루사티아 문화에 속한 사람들이 만들었다. 7세기 - 8세기 말에 지금의 러시아, 벨라루스, 우크라이나, 폴란드, 체코, 독일 동부(루사티아에서)에서 생겨났다. 이들 정착지는 대개 언덕, 강둑, 호수의 섬이나 반도같은 곳에 세워졌다.
전형적인 고르드는 나뭇집이다. 만들 때에는 연줄이나 삼각형을 이용해서 세우고 하나 이상의 고리로 둘렀다. 몇몇의 고르드는 원형이었고, 다른 것들은 자연적인 언덕 같은 지형을 이용하였다. 또한 강이나 호수를 끼고 있는 자연적인 방어선이 있는 것도 있다.
대부분의 고르드는 인구 밀집 지역에 지어져 있으며 자연적인 조건을 잘 활용하였다. 슬라브 족 공동체가 커져 가면서 고르드는 방어 목적을 가지게 되었다.
지도자의 권력을 나타내거나 무역을 돕기 위한 고르드도 있었다. suburbium (폴란드어: podgrodzie) 지역이 고르드 주변에 생겼다. 이 지역의 사람들은 고르드를 위험 상태에서 지켜 주었다. 물론 이 지역도 자체 방어선이 있다. 중세 시대에 고르드는 성의 형태로 진화하였고 suburbium은 마을로 진화하였다.

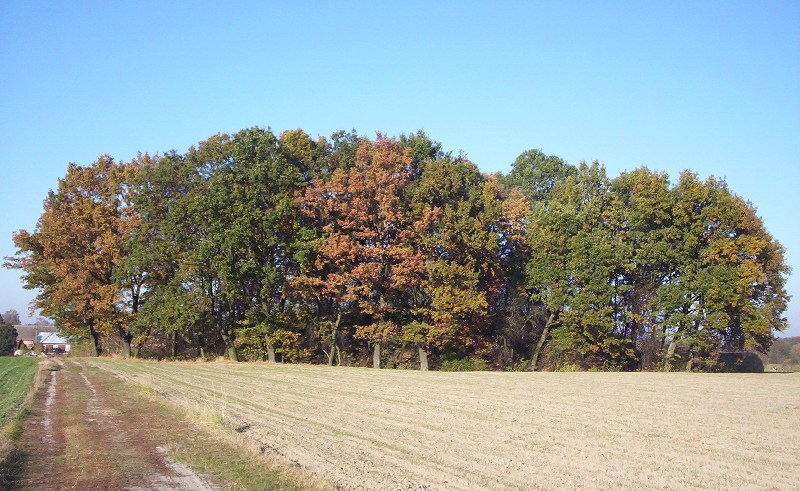
폴란드의 스타라 라바의 그로지스코(Grodzisko)

## 단어의 진화
고대 슬라브어로 고르드는 울타리를 친 지역을 의미했다. 이는 고대 인도유럽어에서 왔으며 영어의 "yard"가 같은 어원을 갖는다. 근대 슬라브어에서 이 단어는 "garden"으로 진화하였다. 불가리아어에서는 그라디나(gradina), 폴란드어에서는 오그로드(ogród), 체코어에서는 자흐라다(zahrada), 러시아어에서는 오고로드(ogorod)로 진화했다. 몇몇 슬라브어에서 '고르드'라는 의미는 도시라는 뜻이다. 러시아어로는 고르드(gorod), 카슈브어로는 가르트(gard), 불가리아어와 세르보크로아트어로는 그라드(grad)이다. 체코어로는 흐라드(hrad), 슬로베니아어로는 그라드(grad)이다. 또다른 의미로는 "요새"나 "성"을 의미한다. 폴란드어로는 그루트(gród)이고, 우크라이나어로는 호로드(horod)라고 한다.
유럽의 많은 도시들의 이름들은 과거에 고르드에서 유래되었다.
- 노브고로드와 고로데츠 (러시아)
- 우지호로드 (우크라이나)
- 흐라데츠크랄로베 (체코)
- 스타르가르트슈체친스키와 그로지스크마조비에츠키 (폴란드)
- 비셰그라드 (헝가리)
- 베오그라드와 다닐로브그라드 (세르비아)
- 블라고에브그라드, 아세노브그라드와 불가리아의 많은 도시들
- 그라즈코 (북마케도니아)
- 그라츠 (오스트리아의 도시, 번역하면 그라데츠)
- 가르츠, 독일
- 포그라데츠, 알바니아
- 흐로드나 (벨라루스)

## 같이 보기
- 그라드 - 슬라브어의 도시를 의미하는 일반 단어
- 가르다리키 -  노르드어로 "도시의 나라"라는 뜻으로 루스 카간국과 키예프 루스를 가리키는 말
- 비스쿠핀, 폴란드에서의 gród의 축소판
- 다른 문화에서의 정착지:
  - 크랄 (남아프리카)
  - Motte-and-bailey (서유럽)